# Serge Djiehoua
Serge Pacôme Djiéhoua (ur. 25 września 1983 w Abidżanie) – piłkarz z Wybrzeża Kości Słoniowej, grający na pozycji napastnika.
Djiéhoua zaczynał karierę w utytułowanym klubie Stella Club d’Adjamé. W sezonie 2004–2005 popisał się nie lada wyczynem, zdobywając 50 goli w 40 występach. Sięgnął po niego klub z RPA – Kaizer Chiefs. W trakcie trzech lat spędzonych w klubie z Johannesburga zdobył 15 goli, choć w sezonie 2007–2008 został wypożyczony do Thanda Royal Zulu. W czasie letniego okienka transferowego na ryzykowny krok zdecydował się turecki Antalyaspor, podpisując kontrakt z 25-letnim napastnikiem. W barwach nowego klubu Serge zadebiutował 24 sierpnia w przegranym 3:2 meczu z Beşiktaşem, strzelając drugiego gola. Od lipca 2011 został zawodnikiem azerskiego klubu FK Qəbələ. W 2012 roku przeszedł do Bolusporu.